# Вер, Сесил де
Сесил Валентайн де Вер (англ. Cecil Valentine De Vere, 14 февраля 1846, Лондон — 9 февраля 1875, Торки) — английский шахматист, участник ряда крупных международных соревнований 60-70-х годах XIX века.

## Биография
Полное имя — Валентайн Джон Сесил де Вер Мэтьюз (Valentine John Cecil De Vere Mathews). Предположительно, он был внебрачным сыном Уильяма Сесила де Вера, морского офицера и сына второго баронета Карраха (Curragh, Ирландия). Мать — Кэтрин Мэтьюз (урожд. Уэлш), служанка.
Был одним из самых талантливых шахматистов своего поколения, однако слабое здоровье и недостаточно серьезное отношение к шахматам (например, он совершенно не занимался изучением теории) помешали развитию его способностей. Стиль игры де Вера характеризовался как легкий и элегантный. Его называли «английским Морфи» из-за быстрого взлета и столь же стремительного заката карьеры.
Был болен туберкулезом, при этом злоупотреблял алкоголем. Жил в Лондоне, но в 1874 году при помощи друзей переехал в Торки для прохождения курса лечения. Там умер и был похоронен.

## Спортивные результаты
| Год  | Город       | Соревнование                                     | +  | − | = | Результат | Место |
| ---- | ----------- | ------------------------------------------------ | -- | - | - | --------- | ----- |
| 1867 | Париж       | Международный турнир                             | 14 | 9 | 1 | 14 из 20  | 5     |
|      | Данди       | Международный турнир                             | 6  | 2 | 1 | 6½ из 9   | 3—4   |
| 1870 | Баден-Баден | Международный турнир                             | 8  | 9 | 1 | 8½ из 18  | 6—7   |
| 1872 | Лондон      | 4-й Кубок вызова Британской шахматной ассоциации |    |   |   |           | 1—2   |
|      |             | Дополнительный матч с Дж. Уискером               |    | 1 |   |           | 2     |
|      | Лондон      | Международный турнир                             | 4  | 3 | 0 | 4 из 7    | 4—5   |